# Lycoriella laevigata
Lycoriella laevigata är en tvåvingeart som först beskrevs av Franz Lengersdorf 1926.  Lycoriella laevigata ingår i släktet Lycoriella och familjen sorgmyggor.
Artens utbredningsområde är Österrike. Inga underarter finns listade i Catalogue of Life.